# Lindenstraße 5 (Arnshausen)

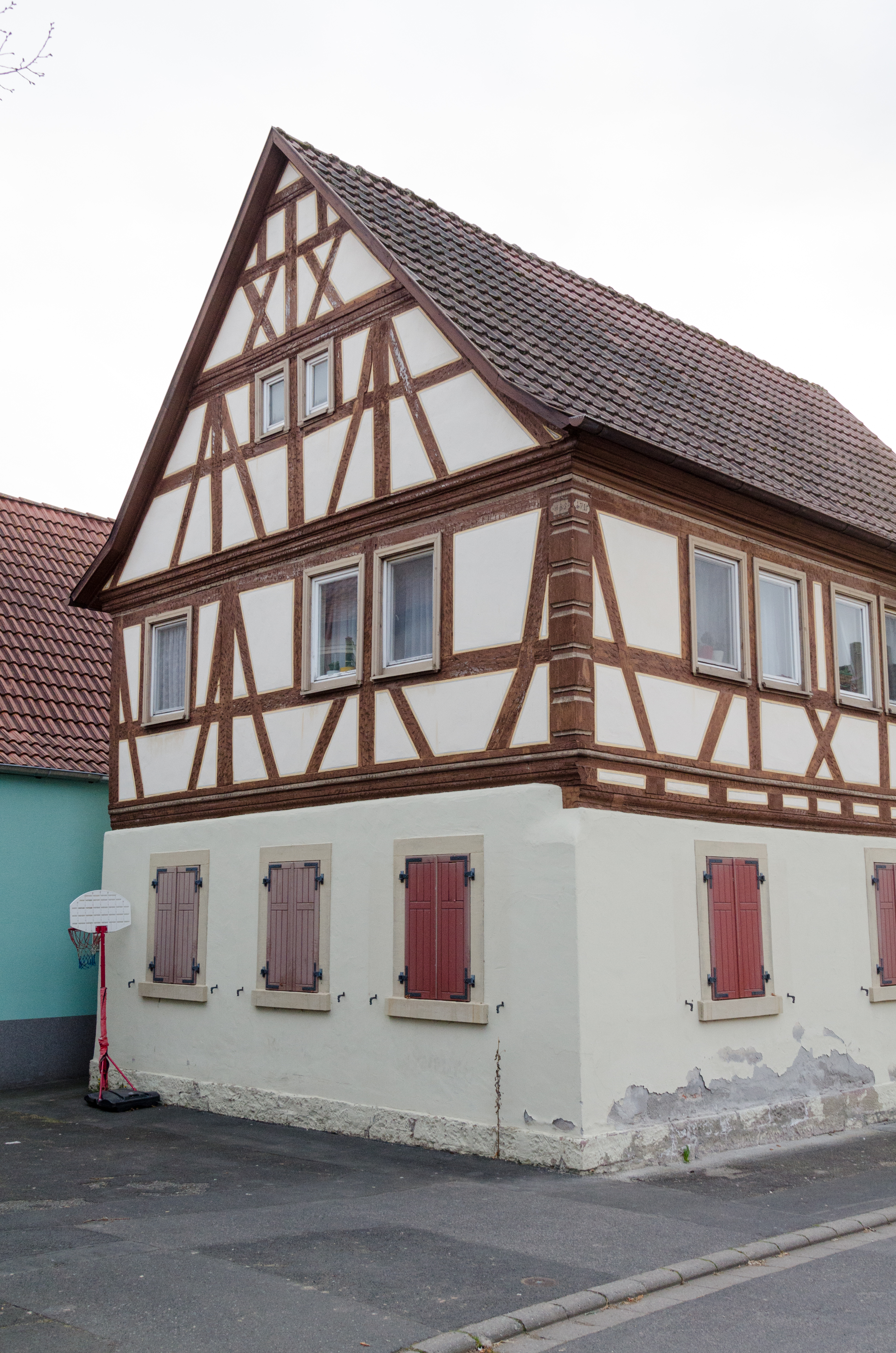
Lindenstraße 5 in Arnshausen

Das Anwesen Lindenstraße 5 in Arnshausen, einem Stadtteil von Bad Kissingen, der Großen Kreisstadt des unterfränkischen Landkreises Bad Kissingen gehört zu den Bad Kissinger Baudenkmälern und ist unter der Nummer D-6-72-114-404 in der Bayerischen Denkmalliste registriert.

## Geschichte
Das ehemalige Rathaus von Arnshausen entstand laut Bezeichnung am beschnitzten Haupteckpfosten zwischen den beiden Schauseiten im Jahr 1715.
Bei dem Anwesen handelt es sich um einen zweigeschossigen, traufständigen Satteldachbau mit Fachwerkobergeschoss und massivem Erdgeschoss. Das Fachwerk des Obergeschosses äußert sich in Schrägstreben und wenigen Andreaskreuzen.